# Nyctibatrachus jog
Nyctibatrachus jog é uma espécie de anfíbio anuro da família Nyctibatrachidae. Está presente na Índia. A UICN classificou-a como vulnerável.